# Adrenomieloneuropatía
La adrenomieloneuropatía (AMN) es una forma adulta de la adrenoleucodistrofia ligada al cromosoma X (X-ALD), una enfermedad peroxisomal que se caracteriza por paraparesia espástica y que está a menudo asociada a una insuficiencia suprarrenal.

## Epidemiología
La incidencia estimada de X-ALD al nacer es de 1/20 000. La AMN se manifiesta, en la edad adulta, en más del 60% de los pacientes femeninos y casi todos los pacientes masculinos.

## Descripción clínica
Los síntomas neurológicos iniciales, que reflejan una afectación de la médula espinal y que se dan con mayor frecuencia en varones jóvenes (20-30 años), son: debilidad en los miembros inferiores, dificultades para correr, marcha desequilibrada por la ataxia sensorial, alteraciones del esfínter e impotencia; son lentamente progresivos. Los síntomas clínicos de la neuropatía periférica son poco frecuentes. Pueden perder pelo en la cabeza ya en la adolescencia y la insuficiencia adrenocortical (AI) puede estar presente antes de los síntomas neurológicos. La AI es a menudo latente, con ausencia de melanodermia, pero puede presentarse como fatiga, náusea o incluso insuficiencia suprarrenal primaria aguda. La aparición en mujeres es posterior (40-50 años), la AI es poco frecuente (1%) y la progresión de la enfermedad suele ser menos grave. Hay incremento del riesgo de morbilidad psiquiátrica. Se observa a menudo depresión en pacientes con discapacidad motora grave.

## Etiología
La AMN se debe a mutaciones en el gen ABCD1 (Xq28) que codifica para la ALDP, una proteína transmembrana peroxisomal implicada en el transporte de ésteres-CoA de ácidos grasos de cadena muy larga (VLCFA) en el peroxisoma.

## Métodos diagnósticos
Las pruebas genéticas deben ir precedidas, en varones, por test para altas concentraciones en plasma de VLCFA. La RM de la médula espinal muestra atrofia inespecífica sin captación de gadolinio; la transferencia de magnetización o la imagen por tensor de difusión pueden revelar más anomalías. La electromiografía y la velocidad de conducción nerviosa pueden mostrar una polineuropatía. La RM cerebral puede revelar anomalías de los tractos piramidales en el tronco cerebral y las cápsulas internas. Las mujeres heterocigotas pueden tener niveles plasmáticos normales de VLCFA; las pruebas genéticas son, por tanto, obligatorias.

## Diagnóstico diferencial
El diagnóstico diferencial incluye paraplejias espásticas hereditarias, esclerosis lateral primaria, xantomatosis cerebrotendinosa, leucodistrofia metacromática y enfermedad de Krabbe, así como déficits en vitamina B12, ácido fólico o cobre. Los síntomas de la AI pueden parecerse a los de la enfermedad de Addison.

## Diagnóstico prenatal
Es posible el diagnóstico genético gestacional en muestra de vellosidades coriónicas (10-13 semanas), con amniocentesis (15-18 semanas) y preimplantacional.

## Consejo genético
La transmisión está ligada al cromosoma X; deben ofrecerse pruebas genéticas y consejo genético a padres y familiares de los afectados. Todas las hijas de varones AMN serán heterocigotas.

## Manejo y tratamiento
El tratamiento para la mielopatía es sintomático. Se recomienda una evaluación anual o bianual por parte de un neurólogo para el tratamiento de la espasticidad y el dolor neuropático y la derivación a un urólogo. Deben analizarse regularmente la testosterona plasmática, el cortisol, los mineralocorticoides, los niveles de ACTH y las respuestas a la estimulación con ACTH; puede ser necesaria una terapia sustitutiva. En varones adultos con AMN, debe realizarse anualmente una RM cerebral para detectar signos tempranos de desmielinización cerebral y proponer un trasplante de células madre hematopoyéticas alogénico si hay un donante compatible.

## Pronóstico
En el 35% de pacientes se observa una progresión marcada de la mielopatía en los primeros 3-5 años tras su aparición, otros progresan más lentamente. Entre los 10-15 años, la discapacidad motora puede llegar a ser grave requiriendo ayuda para la locomoción. Algunos pacientes (35% de varones, 2% de mujeres) desarrollan una desmielinización cerebral adicional entrando en una fase activa de neuroinflamación en el cerebro (X-CALD). F4ü$%0